# Wolfgangsee
Wolfgangsee je jezero v oblasti Solné komory (německy Salzkammergut) v Salcbursku, zasahující až za hranice Horních Rakous. Rozloha jezera činí přibližně 12,84 km² a je tak 9. největším jezerem v Rakousku a největším v Salcbursku. Jeho maximální hloubka je 114 m. Objem vody činí 0,667 km³. Leží v nadmořské výšce 538 m. Jezero je rozděleno na dvě části poloostrovem, nacházejícím se zhruba v polovině jižního pobřeží naproti městečku Sankt Wolfgang. Tyto dvě části jezera jsou spojeny 200 m širokým průlivem. V minulosti se jezero nazývalo Abersee, dodnes je tak nazývána západní část jezera u Sankt Gilgen.

## Vodní režim
Přes jezero protéká řeka Ischl.

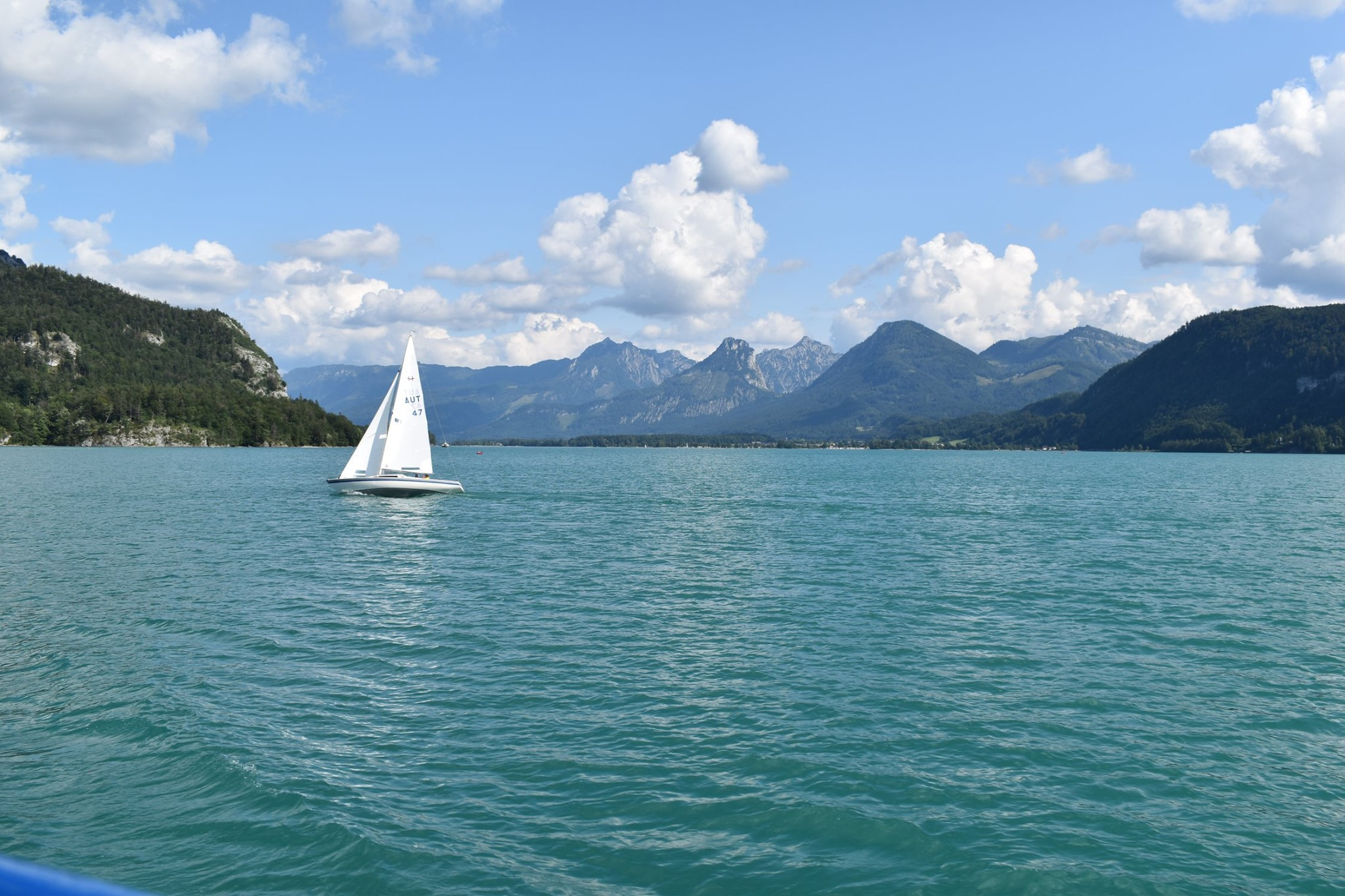
Plavba ze Sankt Gilgenu do St. Wolfgang
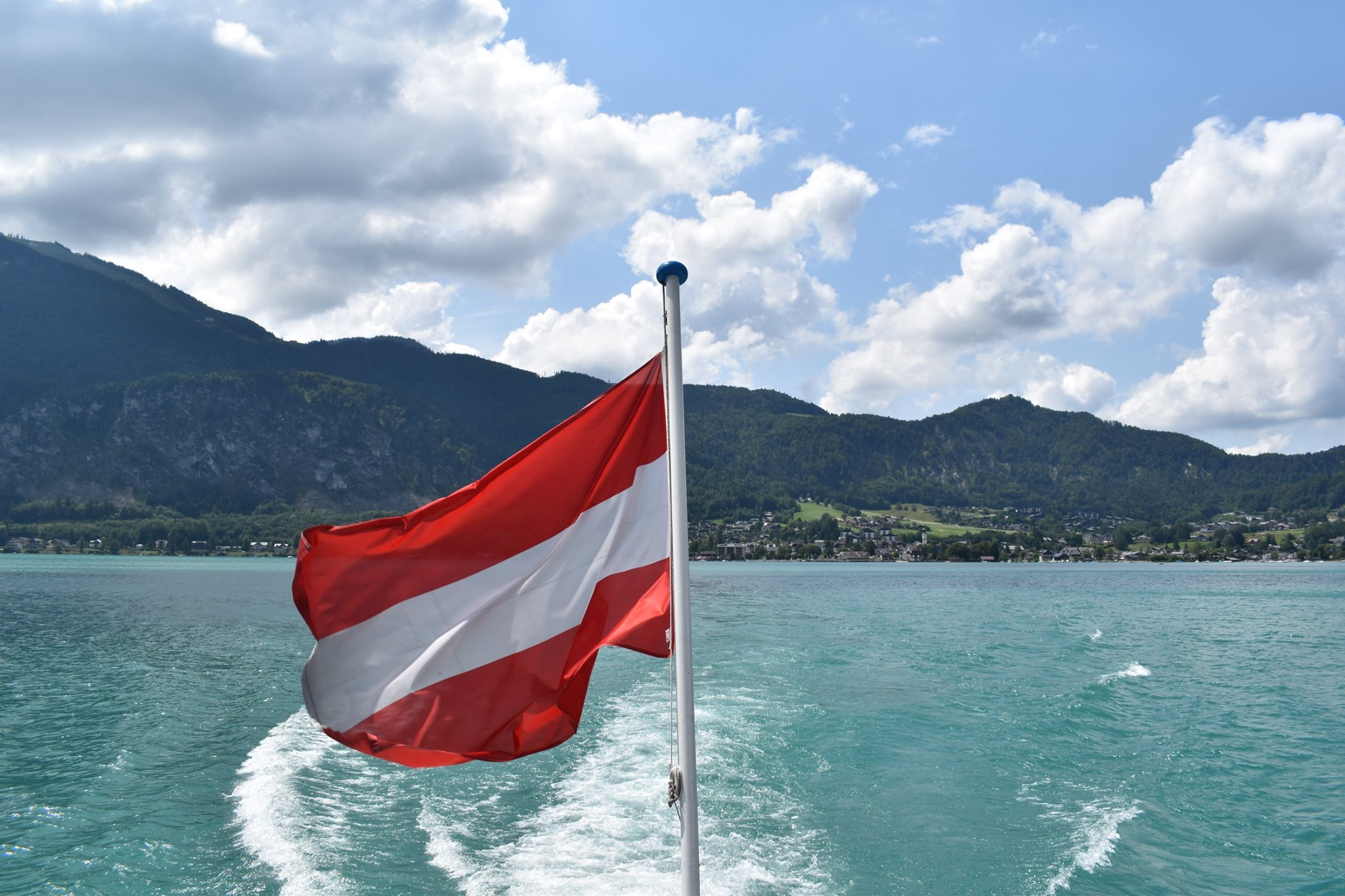
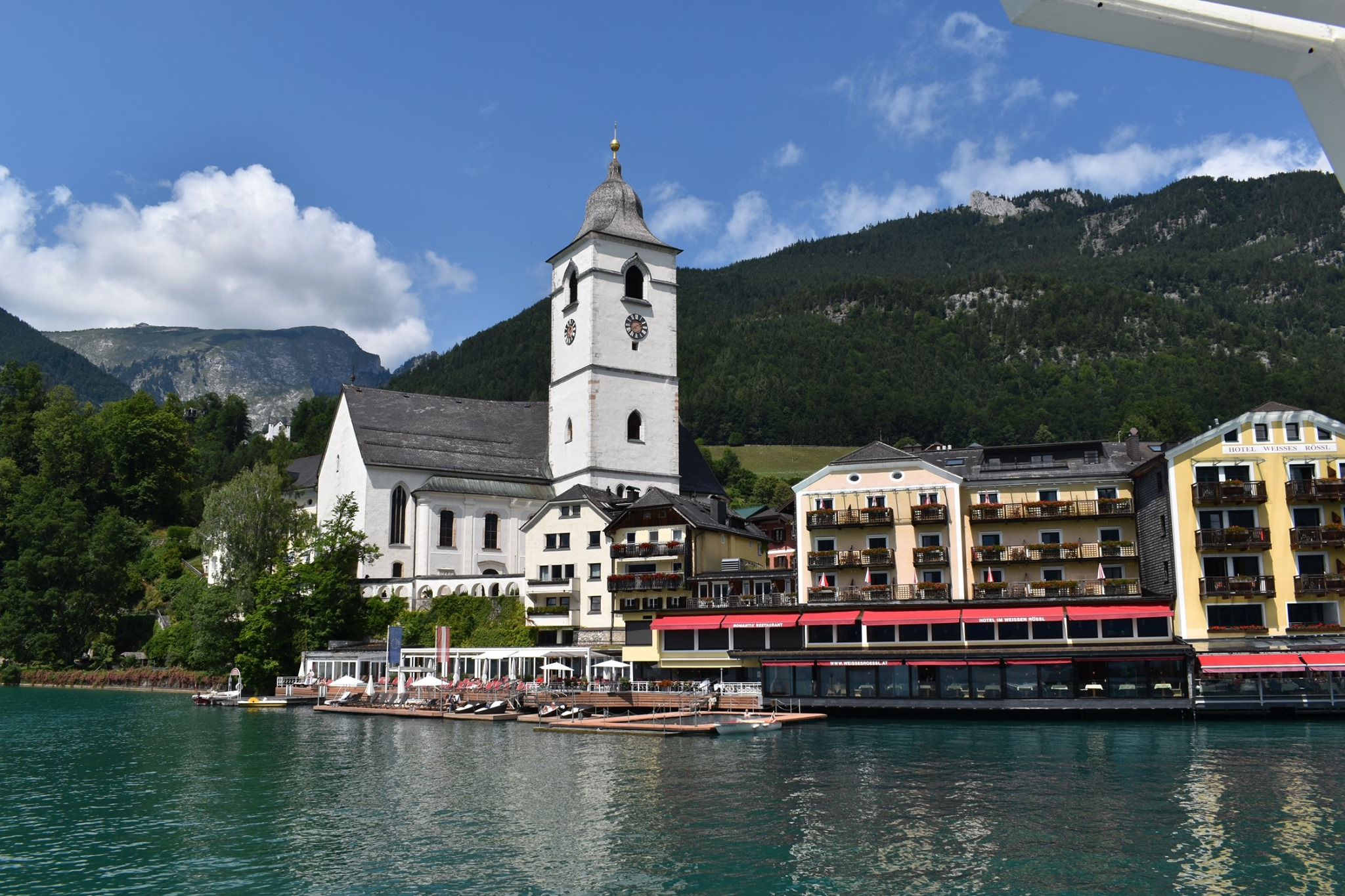
St. Wolfgang im Salzkammergut

## Využití
Jeho okolí je populárním turistickým cílem. Na břehu leží hornorakouský městys Sankt Wolfgang a salcburské obce Strobl a Sankt Gilgen.

Wolfgangsee z poloostrova